# Epictia tricolor
Epictia tricolor là một loài rắn trong họ Leptotyphlopidae. Loài này được Orejas-Miranda & Zug mô tả khoa học đầu tiên năm 1974.